# Dama cu camelii (film din 1953)
Dama cu camelii (titlul original: în franceză La dame aux camélias) este un film dramatic francez, realizat în 1953 de regizorul Raymond Bernard, după romanul omonim al scriitorului Alexandre Dumas fiul, protagoniști fiind actorii Micheline Presle, Gino Cervi, Roland Alexandre și Alba Arnova.

## Rezumat
Tânărul și chipeșul Armand Duval se îndrăgostește de mondena Marguerite Gautier. El reușește să o convingă să renunțe la viața ei de curtezană și se stabilesc amândoi la țară. Începutul idilei lor este ca un vis, dar de scurtă durată, deoarece relația lor este considerată scandaloasă de familia lui Armand. În timpul unei vizite secrete la Marguerite, tatăl lui Armand o convinge să-l părăsească pe fiul său, ceea ce o face cu inima zdrobită, doar din dragoste pentru el. Sfârșitul ei va fi de două ori tragic, nu numai că suferă de tuberculoză terminală, dar este abandonată de toată lumea, inclusiv de Armand, care crede că a trădat-o. În cele din urmă, aflând adevărul, Armand se grăbește la patul ei, iar Marguerite are bucuria de a-și da ultimul suflu în brațele lui.

## Distribuție
- Micheline Presle – Marguerite Gauthier
- Gino Cervi – Monsieur Duval, tatăl lui Armand
- Roland Alexandre – Armand Duval, iubitul lui Marguerite
- Alba Arnova – Olympe
- Jane Morlet – Nanine, servitoarea
- Mathilde Casadesus – Prudence
- Jacques Clancy – Gaston Rieux
- Henri Crémieux – Monsieur Chambourg, tatăl lui Léon
- Jean Brochard – notarul
- Maurice Escande – ducele
- Jean Parédès – contele de Varville
- Robert Seller – un majordom de hotel
- Jacques Famery – un prieten al lui Armand
- Françoise Soulié – Blanche
- Antonin Baryel
- Gérard Buhr
- Henri Debain
- Jean-Pierre Hébrard
- Javotte Lehmann – Violette
- Olivier Mathot
- Jacqueline Morane
- Evelyn Nattier
- Nadine Olivier
- Michel Vadet
- André Wasley
- Denise Kerny – o bârfitoare
- Claude Nicot – Léon Chambourg, un nebun pretențios
- Germaine Delbat – soția notarului

## Literatură
- Alexandre Dumas fiul, Dama cu camelii, tradus de Constantin Popescu-Ulmu, București, 1969: Editura Pentru Literatură, 261 p.;